# Palácio de La Ravardière
O Palácio de La Ravardière é a sede da prefeitura de São Luís do Maranhão, no Brasil. Com origens no século XVII, é um marco importante do centro histórico da cidade, declarado Patrimônio da Humanidade pela UNESCO.
Por volta de 1689 foi construído no local a Casa da Câmara e Cadeia de São Luís, mas o atual palácio é resultado de várias reformas posteriores. O edifício tem uma fachada simétrica, decorada na parte central por um pequeno frontão feito de estuque. As janelas do primeiro piso são de verga curva, enquanto que as do segundo andar são de verga reta, com decoração estucada e sacadas. No interior há uma elegante escadaria de acesso ao segundo piso.
O nome do Palácio é uma homenagem a Daniel de la Touche, senhor de La Ravardière, considerado fundador da cidade, em 1612. Em frente ao edifício há um busto de bronze do capitão francês, esculpido por Antão Bibiano Silva.
Localiza-se na Avenida D. Pedro II, ao lado do Palácio dos Leões, sede do governo do estado.